# Pilaret de Cal Tanyot
El Pilaret de Cal Tanyot és un monument protegit com a Patrimoni Arquitectònic Català del municipi de Torà (Solsonès).

## Situació
El pilaret s'aixeca just a la carena de la Serra de Cellers, a 695 metres d'altitud i a uns 600 metres a l'est-sud-est del Monestir de Cellers, des d'on, degunt a la seua mida, el monument és perfectament visible. Està situat al peu d'una antiga carrerada que, venint de Poblet, menava a Cardona passant per Pinós. Avui la carrerada s'ha convertit en una pista forestal, procedent d'Enfesta, al servei agropecuari dels camps i granges de la zona. Enfront del pilaret, a l'altra banda de la pista, es poden veure les runes de l'antiga masia de cal Tanyot que ha donat el nom al monument. A prop hi passa el GR 171, sender de gran recorregut que se separa del GR 7 al Santuari de Santa Maria de Pinós i s'hi torna a ajuntar al refugi de Caro, al Baix Ebre, després de travessar l'interior de Catalunya, passant per Poblet.

## Descripció
El pilaret o creu-pedró es troba bastit al repeu d'una roca saulonenca que aflora d'un estrat gresós fortament inclinat (és el flanc sud del conegut anticlinal esventrat de Pinós) cosa que li dona un singular aspecte de retaule. El pilar fa 4,40 metres d'alçada i és de planta quadrada (65x65 cm). Està fet amb carreus ben escairats de pedra saulonenca (pròpia de la zona), amb els cantells biselats, disposats en cinc filades: les quatre primeres estan posades en llarg i través i la quinta és una peça monolítica de 65x65x27. A continuació hi ha la capella, esculpida també en una peça monolítica de 65x65x85, que s'obre a la cara sud, mirant al camí, tancada amb una reixa de forja. A l'interior es veuen les empremtes d'un probable muralet de rajola de ceràmica avui desaparegut. Finalment cobreix el pilaret una pedra també monolítica, a tall de teulada, on es pot llegir: "JOSEPH/FEXES PRIO". Dalt de tot una bola de pedra hauria suportat una creu de ferro.

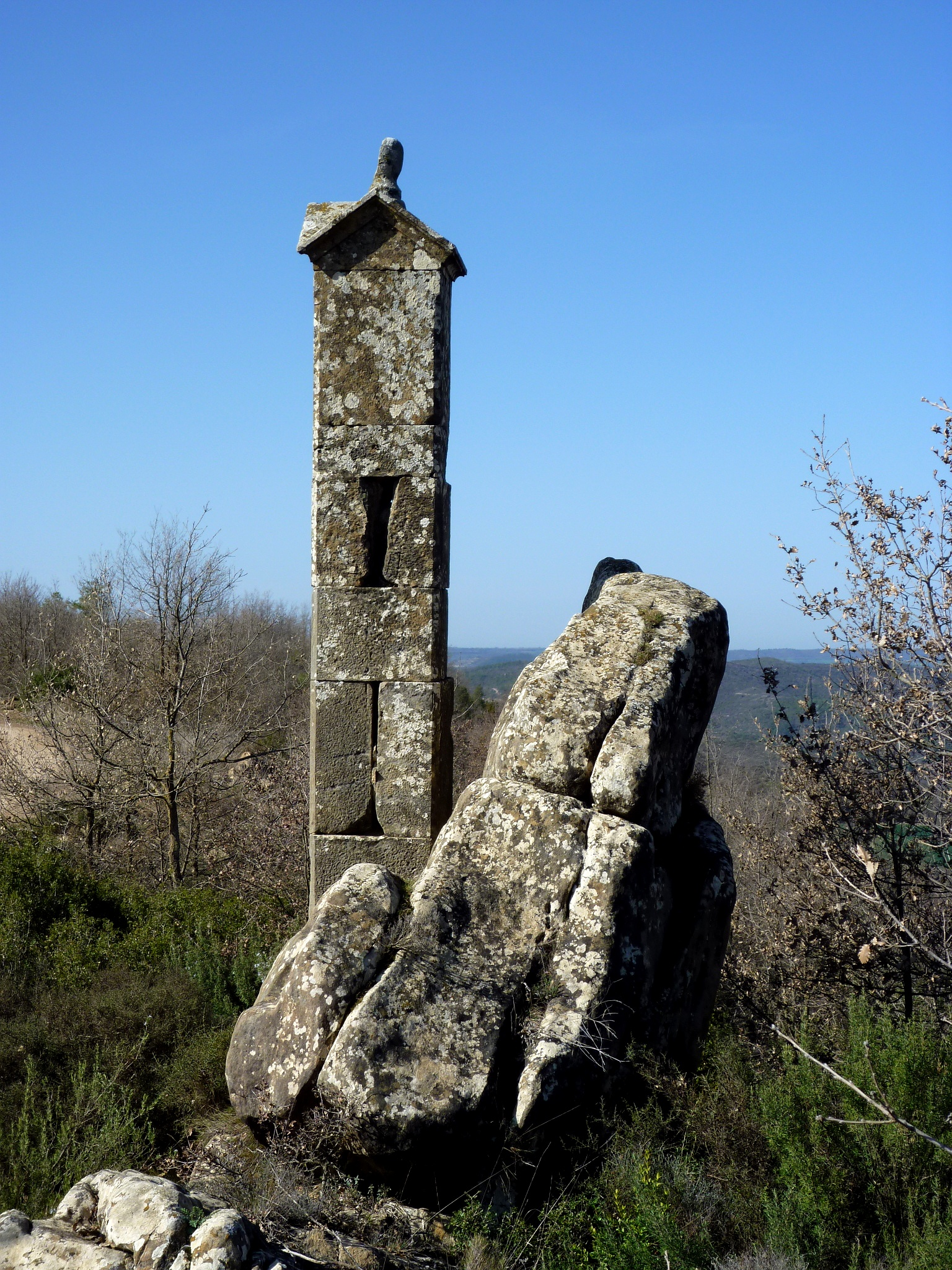
Vista des de l'est
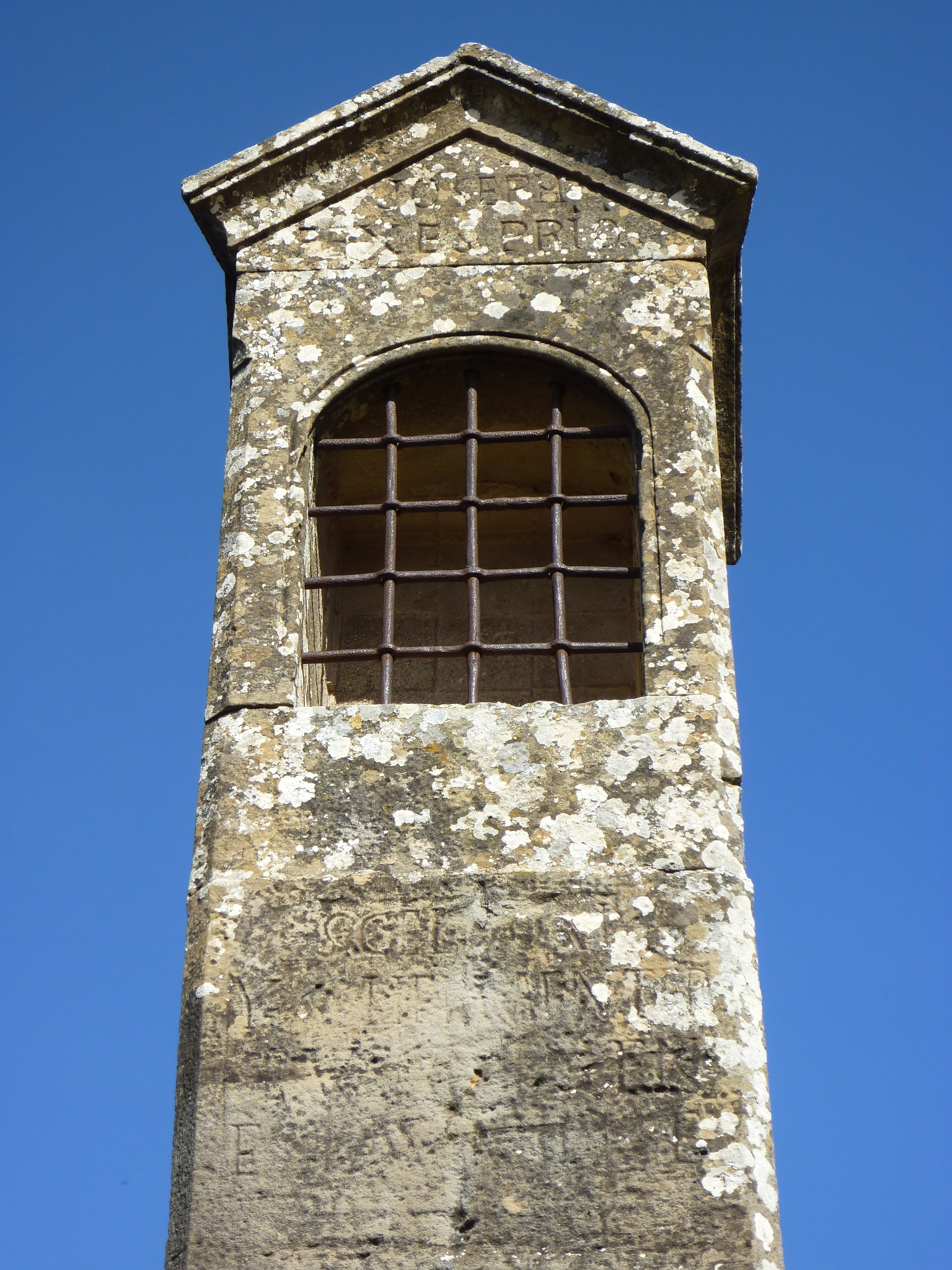
Capelleta de l'oratori
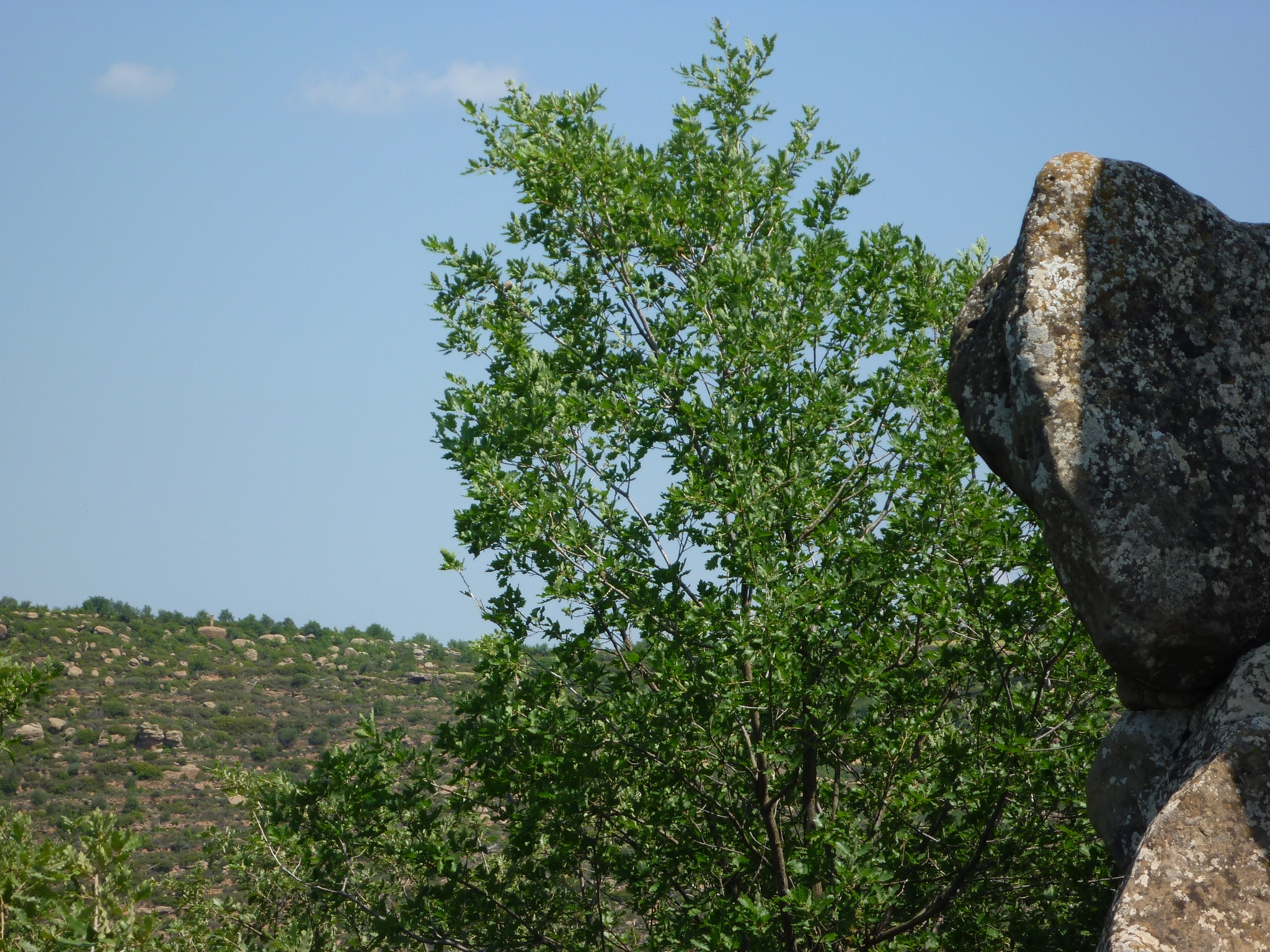
Pilaret de la Petja, a l'altra banda de la vall (Imatge amb anotacions)

## Altres dades
És sorprenent la gran similitud d'aquest pilaret amb el que s'aixeca i s'albira a l'altra banda de la vall, a la Serra de Claret, també a la carena: el Pilaret de la Petja.
Un i altre són fites del terme de Cellers a la vegada que tenen la funció d'oratori, com les mès conegudes creus de terme.